# Andean Geology
Andean Geology, antiguamente llamada  Revista Geológica de Chile, es una revista científica chilena que publica artículos en el campo de la geología y otras ciencias de la Tierra, principalmente en aquellos temas que son relevantes para América del Sur, Centroamérica y la Antártica, y especialmente en aquellos temas relacionados con la cordillera de los Andes.  Es publicada por el Servicio Nacional de Geología y Minería de Chile. 
En el año 2021 la publicación tenía un indicador SJR de 2,368.

## Métricas de revista
2022
- Web of Science Group : N/D
- Índice h de Google Scholar: 38
- Scopus: 2.404